# بتشة درة (جرغلان)
بتشة درة (بالفارسية: بچه دره) هي مستوطنة تقع في إيران في قسم جرغلان الريفي. يُقدّر عدد سكانها بـ1,621 نسمة.